# 延吉市医院
延吉市医院（中国朝鲜语：／）是于1948年创立于吉林省延吉市的一所二级甲等综合医院，现址为中国延边州延吉市进学街友谊路519号。其服务理念为“以病人为中心”，同时以“诚信、仁爱、敬业、创新”为主旨精神，承担着延吉市内的医疗保健工作、急诊急救、突发公共卫生事件应急处理的任务。现任院长为金光弼（兼党委书记）。

## 历史
延吉市医院始建于1948年。1994年9月，经吉林省医院评审委员会评审，延吉市医院成为延吉市内首家二级甲等医院。1996年被评为国家级爱婴医院，1998年被评为首批吉林省普通高等医学院校临床教学医院之一。2001年，延吉市医院被指定为延吉市城镇职工基本医疗保险定点医院。2011年底和2014年，先后被确定为吉林省县级公立医院改革试点单位和国家县级公立医院改革试点单位。2012年8月和2014年2月，延吉市医院新改建的门急诊综合楼和住院楼相继正式投入使用。2017年，延吉市医院成功跻身中国县级医院500强。2018年，延吉市医院完成了首例跨省异地医保直接结算。

## 现况
延吉市医院目前是二级甲等综合医院，是国家县级公立医院改革试点单位，承担着延边大学医学部、延边大学护理学院的临床教学及实习指导任务。现任院长为金光弼（兼党委书记），现址为中国延边州延吉市进学街友谊路519号。目前，延吉市医院占地面积约13600平方米，床位400张。在职人员585名，其中主任医师45名、副主任医师35名。延吉市医院共设有21个临床科室、4个医技科室和1个药剂科，固定资产近2亿元人民币。